# 夏國培
夏國培，字廷材，贵州贵阳人，清朝政治人物、進士出身。
嘉慶十三年（1808年）戊辰科進士，二甲一百三名，改翰林院庶吉士，散館授編修，官江西道監察御史。